# Mesenich (Rijnland-Palts)
Mesenich is een plaats in de Duitse deelstaat Rijnland-Palts en maakt deel uit van de Landkreis Cochem-Zell. Het ligt aan de Moezel tussen Cochem en Zell. Enkele kilometers van Mesenich liggen de bekende plaatsen Senheim en Beilstein. Mesenich telt 299 inwoners.

## Bestuur
De plaats is een Ortsgemeinde en maakt deel uit van de Verbandsgemeinde Cochem-Land.

## Festiviteiten
Iedere zomer wordt er in het eerste weekend van augustus een Weinfest (Wijnfeest) gehouden in Mesenich. Ieder tweede weekend van september vindt de Kellerkirmes plaats. Specialiteiten zijn in die periode de Federweisser en de Zwiebelkuchen.

## Hoogwater
Mesenich heeft net als alle andere Moezeldorpen en -steden, jaarlijks te kampen met hoogwater van de Moezel. Wanneer de sneeuw smelt in de regio's Eifel en Hunsrück en het veel regent in Frankrijk, waar de Moezel zijn oorsprong kent, kan de waterspiegel van de rivier plaatselijk wel tot vier meter stijgen.

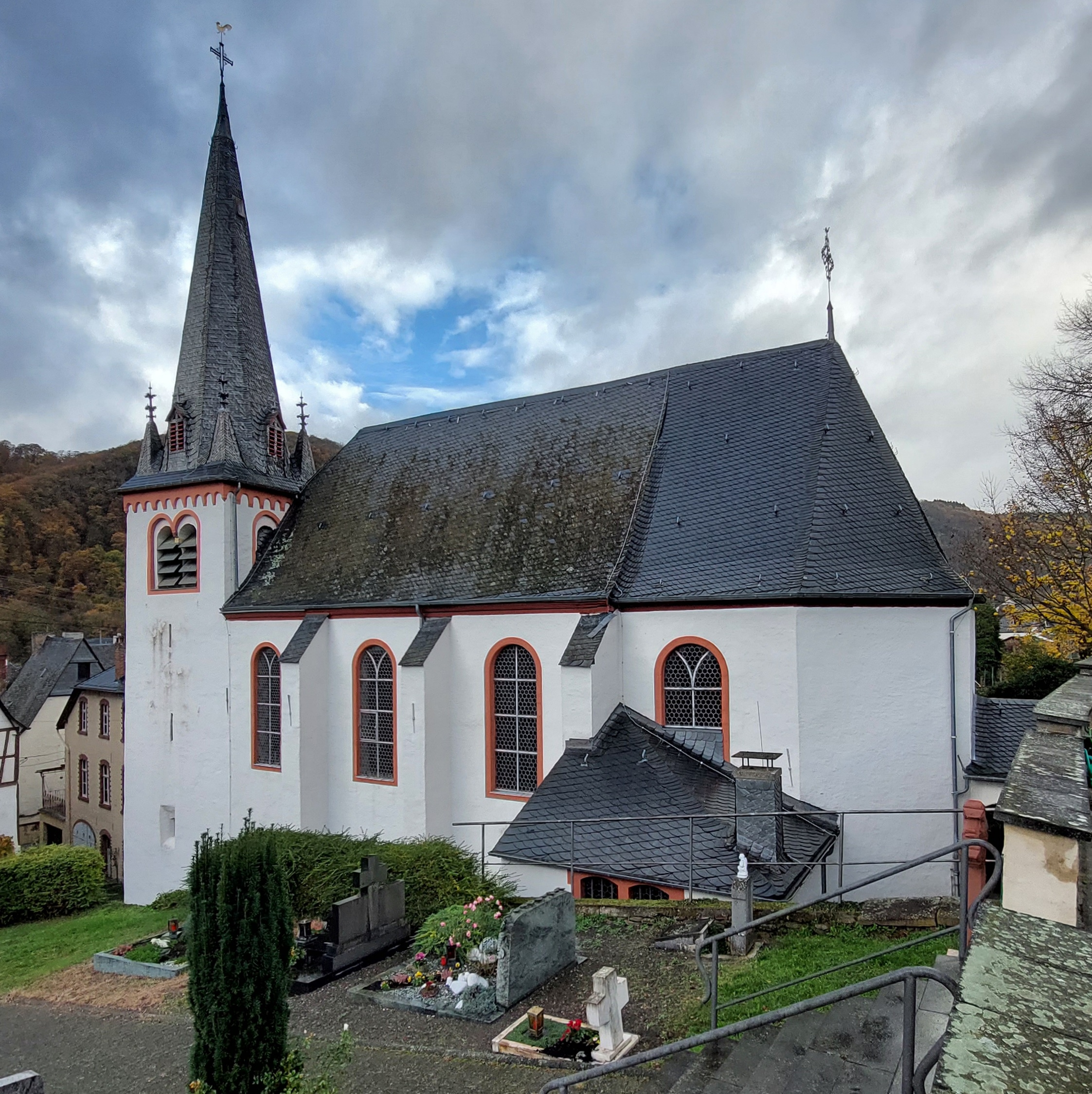
Kerkgebouw

Alf ·
Alflen ·
Altlay ·
Altstrimmig ·
Auderath ·
Bad Bertrich ·
Beilstein ·
Beuren ·
Binningen ·
Blankenrath ·
Brachtendorf ·
Bremm ·
Briedel ·
Brieden ·
Briedern ·
Brohl ·
Bruttig-Fankel ·
Büchel ·
Bullay ·
Cochem ·
Dohr ·
Dünfus ·
Düngenheim ·
Ediger-Eller ·
Ellenz-Poltersdorf ·
Eppenberg ·
Ernst ·
Eulgem ·
Faid ·
Filz ·
Forst (Eifel) ·
Forst (Hunsrück) ·
Gamlen ·
Gevenich ·
Gillenbeuren ·
Greimersburg ·
Grenderich ·
Hambuch ·
Haserich ·
Hauroth ·
Hesweiler ·
Illerich ·
Kaifenheim ·
Kail ·
Kaisersesch ·
Kalenborn ·
Kliding ·
Klotten ·
Landkern ·
Laubach ·
Leienkaul ·
Lieg ·
Liesenich ·
Lütz ·
Lutzerath ·
Masburg ·
Mesenich ·
Mittelstrimmig ·
Möntenich ·
Moritzheim ·
Moselkern ·
Müden (Rijnland-Palts) ·
Müllenbach ·
Neef ·
Nehren ·
Panzweiler ·
Peterswald-Löffelscheid ·
Pommern ·
Pünderich ·
Reidenhausen ·
Roes ·
Sankt Aldegund ·
Schauren ·
Schmitt ·
Senheim ·
Sosberg ·
Tellig ·
Treis-Karden ·
Ulmen ·
Urmersbach ·
Urschmitt ·
Valwig ·
Wagenhausen ·
Walhausen ·
Weiler ·
Wirfus ·
Wollmerath ·
Zell ·
Zettingen